# Smrk štětinatý
Smrk štětinatý (Picea asperata) je druh jehličnatého stromu původem z Číny.

## Popis

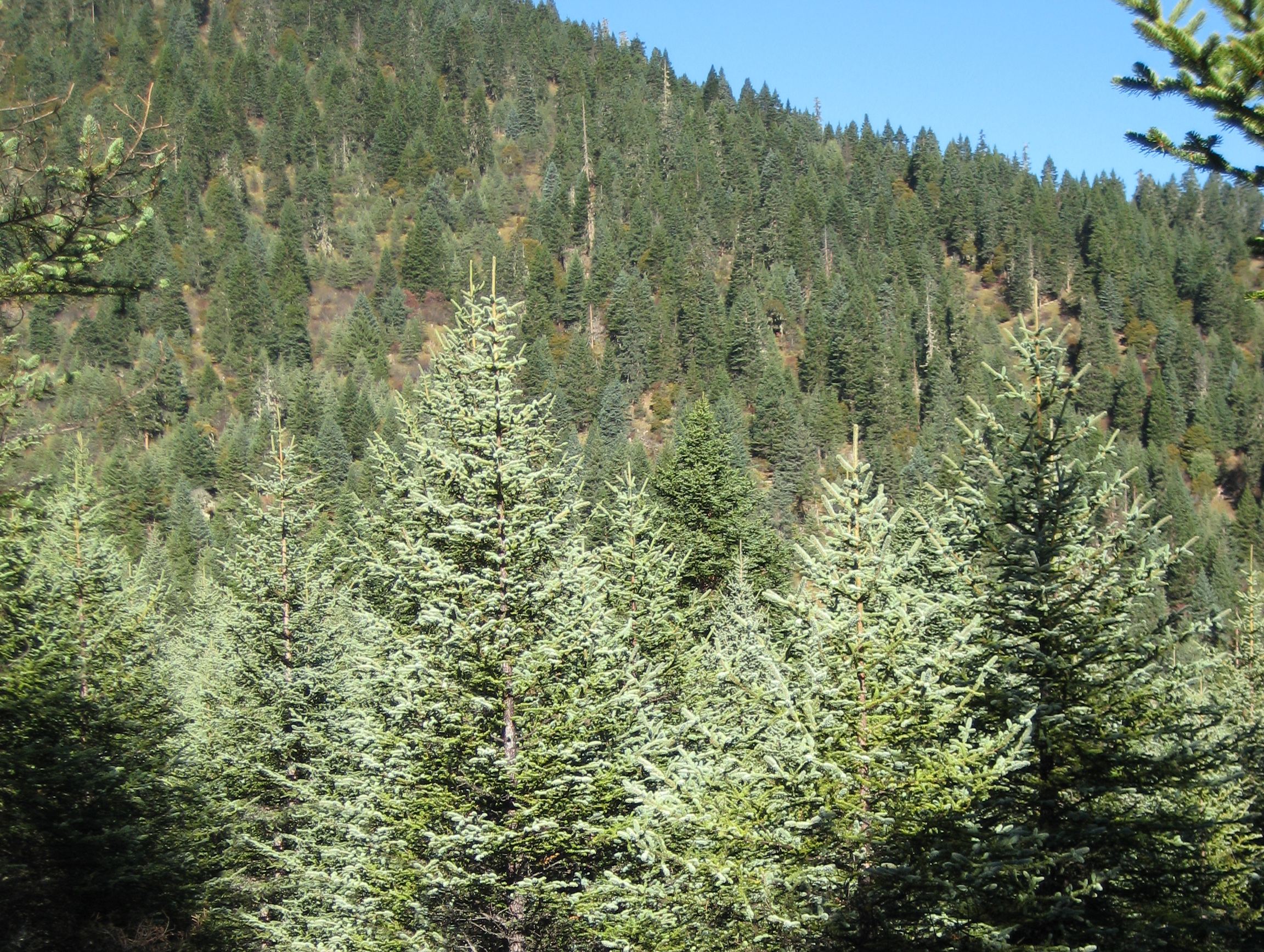
les s dominancí smrku štětinatého v Číně

Jedná se o strom, který dorůstá až 45 m výšky a průměru kmene až 1 m. Borka je šedohnědá, v dospělosti nepravidelně rozpraskaná do šupin. Větvičky mají nahnědle žlutou nebo rezavě hnědou barvu, později jsou hnědé až šedohnědé, lysé nebo pýřité. Jehlice jsou sivé nebo nikoliv, na průřezu čtverhranné, kosočtverečné, asi 1−2 cm dlouhé a asi 1–2 mm široké, na vrcholu špičaté. Samičí šišky jsou jako nezralé zelené, za zralosti bledě hnědé až rezavě hnědé, válcovitě podlouhlé až válcovité, za zralosti asi 5–16 cm dlouhé a asi 2,5–3,5 cm široké. Šupiny samičích šišek jsou za zralosti obvejčité, asi 20 mm dlouhé a asi 15 mm široké, horní okraj je zoubkatý až celokrajný, zřídka dvoulaločný. Semena mají křídla asi 11 mm dlouhá.

## Taxonomie
Variabilní druh, je rozlišováno více variet.
- Picea asperata var. heterolepis se vyznačuje šupinami samičích šišek na špici dvoulaločnými. Někdy byl považován za samostatný druh Picea heterolepis. Roste v horách západního S’-čchuanu (Guan Xian).
- Picea asperata var. aurantiaca se vyznačuje pichlavějšími a sivými jehlicemi. Byla také dřív někdy považována za samostatný druh Picea aurantiaca. Roste v horách západního S’-čchuanu (Kangding Xian) a snad i v jihovýchodním Tibetu.
- Picea asperata var. asperata se vyznačuje jehlicemi zelenými, nikoliv sivými. Dnes se sem zahrnuje i Picea retroflexa, který někteří autoři považovali za samostatný druh. Roste ve zbytku areálu druhu.

## Rozšíření
Smrk štětinatý je přirozeně rozšířen v Číně a to na jihu a východě provincie Kan-su, na severu provincie Ning-sia (Che-lan-šan), dále Čching-chaj, jihozápad Šen-si, S’-čchuan a možná s přesahem do Tibetu

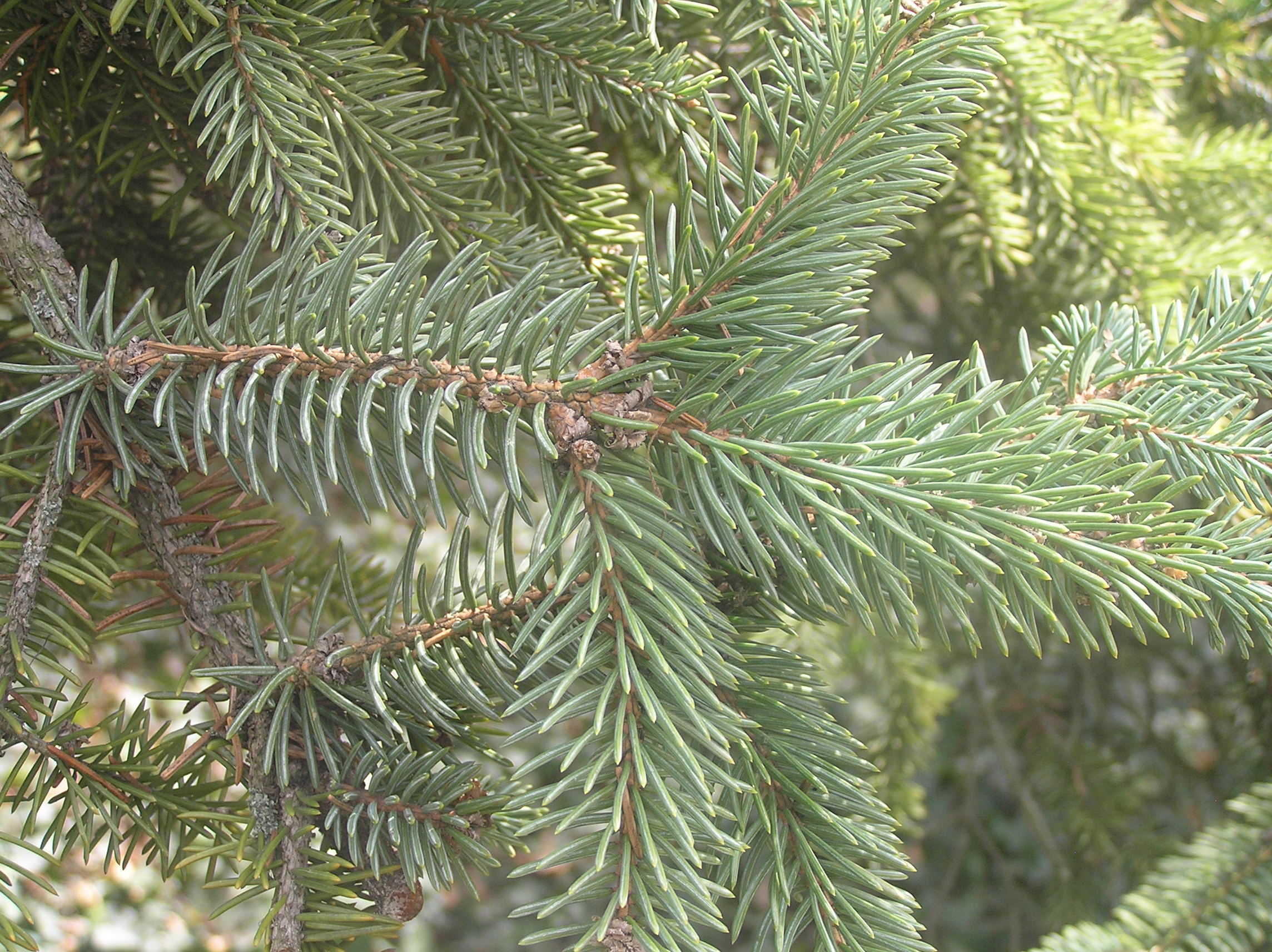
Detail větvičky
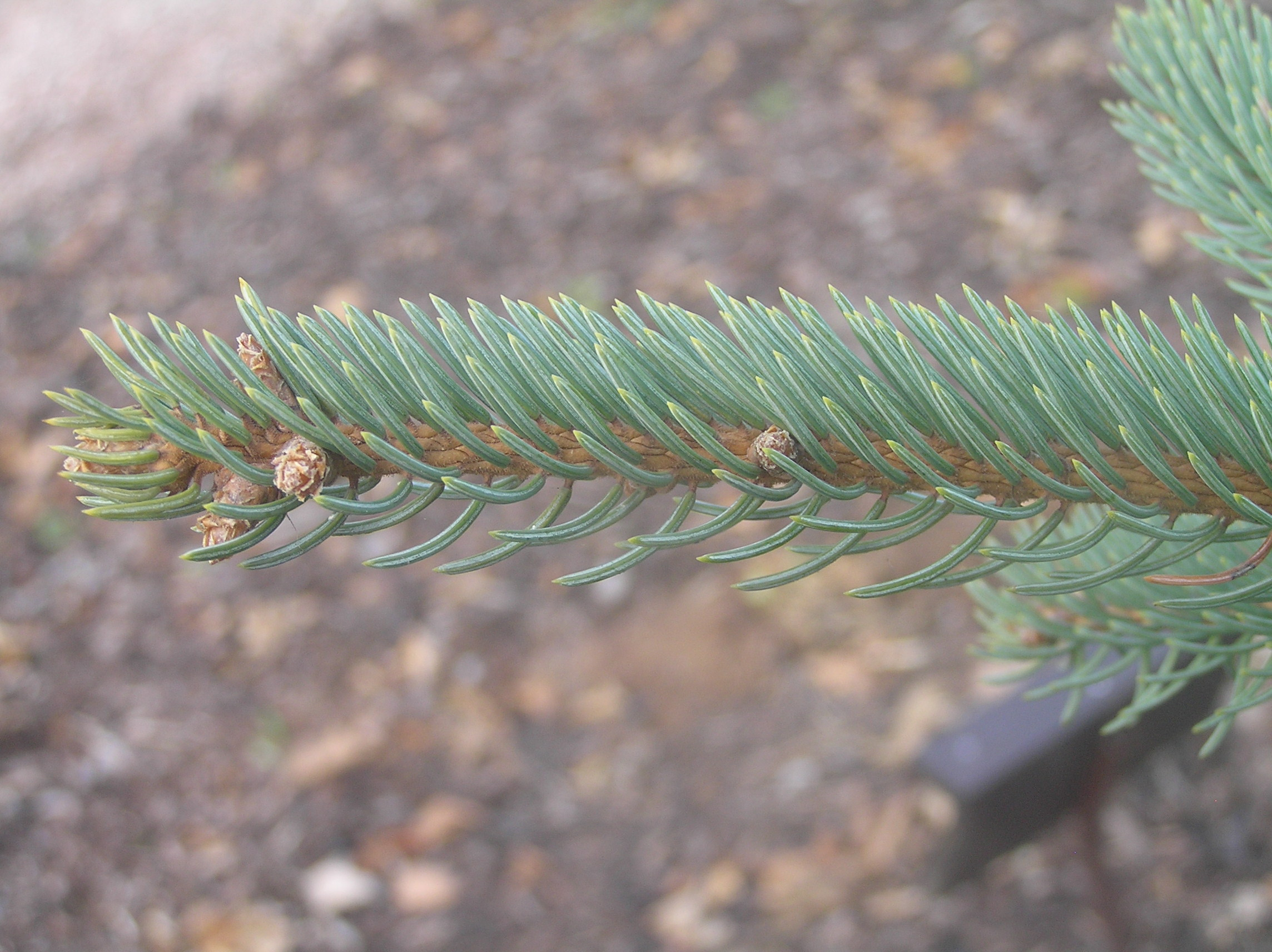
Větvička mladého stromu
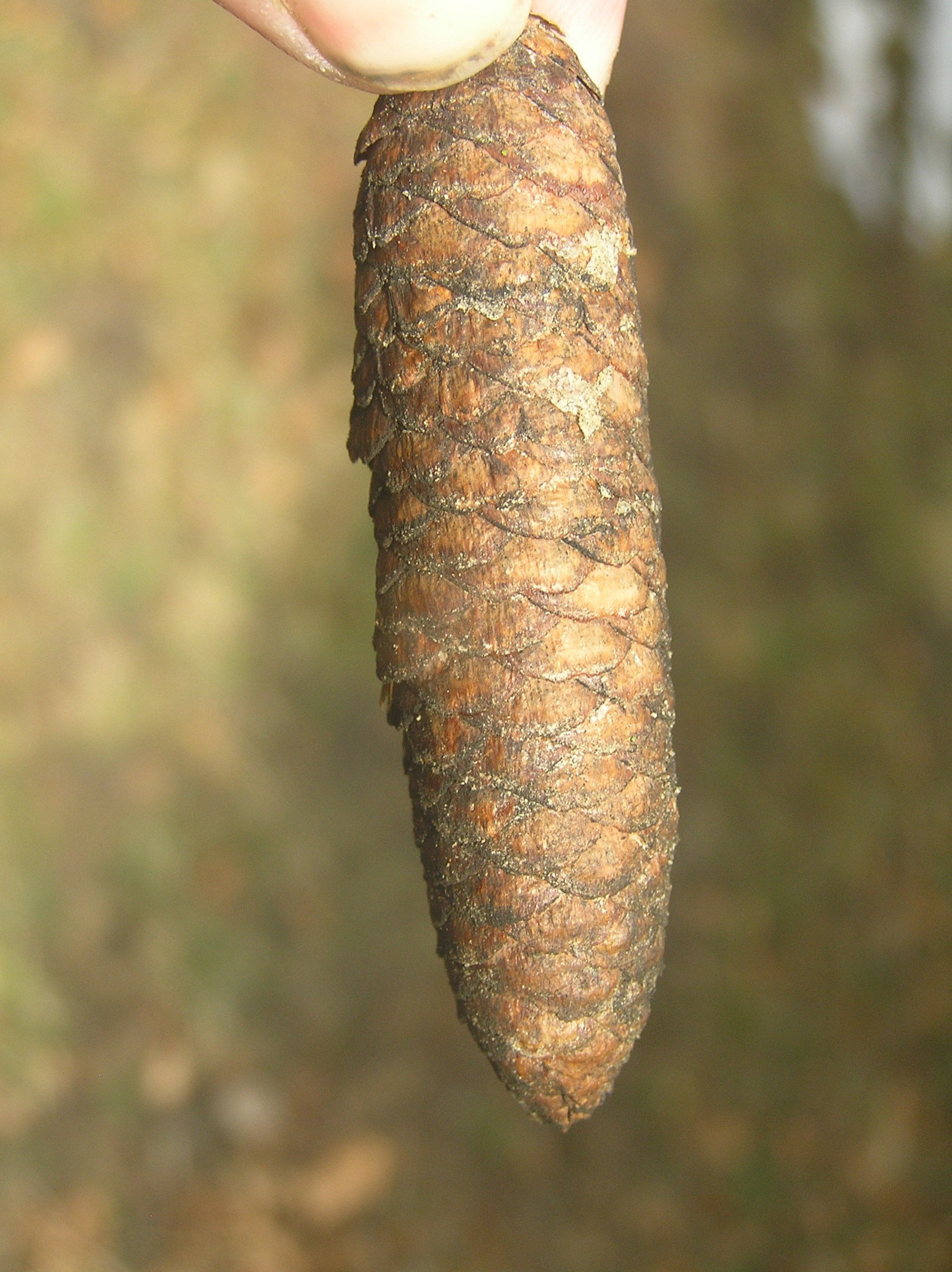
Šiška

## Ekologie
Roste v horských lesích v nadmořských výškách 2400-3600 m n. m., kde vytváří horské smrčiny. Např. v pohoří Che-lan-šan vytváří smrčiny s příměsí bříz a topolů. Na tyto smrčiny působí i přírodní činitelé, např. kůrovec, např. druh Dendroctonus micans.